# American Bar Association
Pour les articles homonymes, voir ABA.
L'American Bar Association (ABA, Association américaine du barreau) est une association volontaire de membres du barreau américain, fondée le 21 août 1878.

## Activités

### Opposition à la peine de mort
Depuis 1997, elle a adopté une position abolitionniste concernant la peine de mort aux États-Unis, en partie à cause de l'absence d'aide juridictionnelle dans certains États, des conditions de possibilité d'appel en cas de condamnation, et du constat de la discrimination raciale via la surreprésentation des Afro-Américains parmi les condamnés à mort.

### Support au contrôle des armes à feu
L’établissement d’une législation contrôlant de manière plus stricte les armes à feu aux États-Unis fait partie des priorités de l’ABA depuis l’Assassinat de John F. Kennedy en 1963. Elle propose ou appui depuis cette date de nombreuses lois allant en ce sens, par exemple en 1965 pour interdire la vente d’armes aux mineurs et aux personnes condamnées pour crime, en 1975 pour renforcer les contrôles sur les acheteurs ou encore en 1993 pour un contrôle plus strict des fusils d’assaut. Elle prend par ailleurs position contre les tentatives de libéraliser davantage la diffusion des armes à feu. Outre ses actions au Congrès, l’association apporte également son soutien à la recherche et à la sensibilisation du public à la violence liée aux armes à feu.

### Support de l’indépendance judiciaire
En 2021, l'ABA sponsorise l'événement « ABA S4D Event : l'indépendance judiciaire et l'État de droit dans le cadre du Sommet pour la démocratie (S4D) » de l'administration Joe Biden.
« the ABA Center for Global Programs played a recorded video of rule of law heroes from around the world to share their insights into protecting and preserving judicial independence and identify how the international community can support their efforts. »
« Le centre de programmes internationaux d'ABA diffuse une vidéo enregistrée par des héros de l'État de droit du monde entier pour partager leurs idées sur la protection et la préservation de l'indépendance judiciaire et déterminer comment la communauté internationale peut soutenir leurs efforts. »
La juge Qinisile Mabuza d'Eswatini s'exprime dans ce cadre.